# Märta Allertz
Märta Allertz, ofta felaktigt kallad Brita Allerts, född 1628, död okänt år (mellan 1665 och 1677), var älskarinna till kung Karl X Gustav av Sverige och mor till greve Gustaf Carlsson.
Märta Allerts var dotter till Claes Allerts (död 1650), som var rådman i Stockholm, och vetehandlaren Britta Jacobsdotter, och hade två systrar, Maria och Brita. Hennes mor hade en affärsuppgörelse med greve Johan Kasimir av Pfalz-Zweibrücken; hon sålde det vete som producerades i Stegeborgs län (Stegeborgs slott), där Johan Kasimir blivit länsherre 1622. Allerts träffade troligen Karl Gustav som barn, eftersom hennes förmögna föräldrar hade lärt känna också Johan Kasimirs barn och hjälpt dem ekonomiskt.       
Märta Allerts beskrivs som en skönhet med gott rykte. När Karl Gustav återvände från Tyskland 1646 inledde han ett förhållande med henne, och hon fick 1647 en son, Gustaf. Karl Gustav erkände genast efter födseln sonen som sitt barn. Hennes son uppfostrades 1650–1654 hos Magnus Gabriel De la Gardie och sedan hos riksamiralen Carl Carlsson Gyllenhielm och blev 1674 greve med namnet "Gustaf Carlsson till Börringe och Lindholmen". 
Till skillnad från andra tidigare frillor blev Allerts inte gift direkt efter att förbindelsen med Karl Gustav avslutats. Hennes mor, som blev hennes förmyndare vid faderns död 1650, mottog en pension på 150 riksdaler och flera engångsbelopp, möjligen för sin dotters räkning. År 1665 fick Märta Allerts personligen åtta gårdar och en kvarn i Färs härad i Skåne i förläning av drottning Hedvig Eleonora. Vid detta tillfälle var hon gift och hade barn, enligt ett av hennes brev. Det finns inte mycket information om henne förutom detta enda brev, som hon undertecknade med Merta Clasdotter. Märta Allerts beskylldes för att "både före och efter bekantskapen med konungen hafva fört en vidlyftig lefnad".
Hennes dödsår är okänt, men hon var fortfarande vid liv 1665, då hon mottog sin förläning. År 1677 upprättades en bouppteckning över henne, vilket innebär att hon måste ha dött före detta årtal.